# Rinxent
Rinxent est une commune française située dans le département du Pas-de-Calais en région Hauts-de-France. Ses habitants sont appelés les Rinxentois. La commune est membre de la communauté de communes de la Terre des Deux Caps.
La commune d'Éperlecques (nom officiel depuis 1801), dans la vallée de la Slack, est située dans le nord-ouest du département du Pas-de-Calais à 12 km, à vol d'oiseau, à l'est de la commune de Boulogne-sur-Mer. C’est une commune de type petite ville selon l'Insee avec une population de 3 007 habitants au dernier recensement de 2022, elle a connu un pic de population en 1968 avec 3 340 habitants..
Le territoire de la commune se trouve en partie dans le bassin carrier de Marquise. C'est dans ce bassin carrier qu'a été extrait le « marbre Lunel » utilisé pour la restauration du sol de la cathédrale Notre-Dame de Paris à la suite de l'incendie de 2019. Elle se situe dans l'ancien bassin minier du Boulonnais où la houille est exploitée entre 1692 et 1950.
Située dans le parc naturel régional des Caps et Marais d'Opale, le territoire communal est composé, pour partie, de deux ZNIEFF. Il s’inscrit dans les « paysages du boulonnais » tels qu’ils sont définis dans l’atlas de paysages.

## Géographie

### Localisation
Localisée dans le nord-ouest du département du Pas-de-Calais, Rinxent est une petite ville de la vallée de la Slack située, à vol d'oiseau, à 2 km à l'est de la commune de Marquise, dont elle est limitrophe, et à 12 km au nord-est de la commune de Boulogne-sur-Mer (aire d'attraction et chef-lieu d'arrondissement).
Le territoire de la commune est limitrophe de ceux de quatre communes.
Les communes limitrophes sont Ferques, Marquise, Rety et Wierre-Effroy.

### Hydrographie
La commune, située dans le bassin Artois-Picardie, est drainée par trois cours d'eau :
- le fleuve côtier, la Slack, d'une longueur de 21,78 km, qui prend sa source dans la commune de Hermelinghen et qui se jette dans la Manche au sud d'Ambleteuse[3] ;

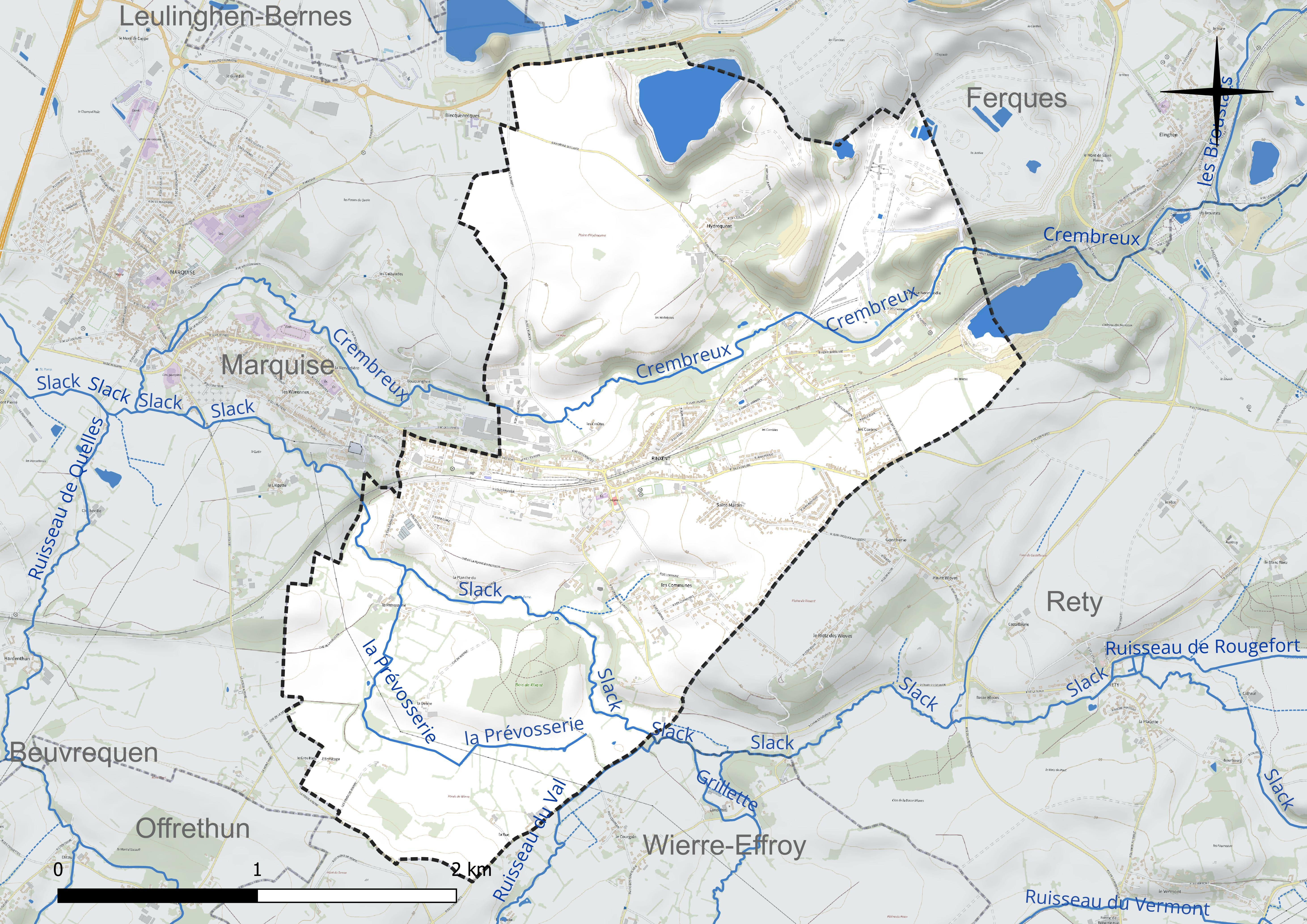
Réseau hydrographique de Rinxent.

- le Crembreux, d'une longueur de 13,32 km, qui prend sa source dans la commune d'Hardinghen et se jette dans la Slack au niveau de la commune de Marquise[4] ;
- la Prévosserie, d'une longueur de 2,03 km qui prend sa source dans la commune et se jette dans la Slack au niveau de la commune[5].

### Climat
Pour des articles plus généraux, voir Climat des Hauts-de-France et Climat du Nord-Pas-de-Calais.
En 2010, le climat de la commune est de type climat océanique franc, selon une étude du Centre national de la recherche scientifique (CNRS) s'appuyant sur une série de données couvrant la période 1971-2000. En 2020, Météo-France publie une typologie des climats de la France métropolitaine dans laquelle la commune est exposée à un climat océanique et est dans la région climatique Côtes de la Manche orientale, caractérisée par un faible ensoleillement (1 550 h/an) ; forte humidité de l’air (plus de 20 h/jour avec humidité relative > 80 % en hiver), vents forts fréquents.
Pour la période 1971-2000, la température annuelle moyenne est de 10,4 °C, avec une amplitude thermique annuelle de 13,2 °C. Le cumul annuel moyen de précipitations est de 822 mm, avec 12,8 jours de précipitations en janvier et 8,1 jours en juillet. Pour la période 1991-2020, la température moyenne annuelle observée sur la station météorologique la plus proche, située sur la commune de Boulogne-sur-Mer à 12 km à vol d'oiseau, est de 11,2 °C et le cumul annuel moyen de précipitations est de 824,5 mm,. Pour l'avenir, les paramètres climatiques de la commune estimés pour 2050 selon différents scénarios d'émission de gaz à effet de serre sont consultables sur un site dédié publié par Météo-France en novembre 2022.

### Paysages
Pour un article plus général, voir Paysage en France.
La commune s'inscrit dans le « paysage boulonnais » tel que défini dans l’atlas des paysages de la région Nord-Pas-de-Calais, conçu par la direction régionale de l'Environnement, de l'Aménagement et du Logement (DREAL),.
Ce paysage qui concerne 66 communes, se délimite : au Nord, par les paysages des coteaux calaisiens et du Pays de Licques, à l’Est, par le paysage du Haut pays d’Artois, et au Sud, par les paysages Montreuillois.
Le « paysage boulonnais », constitué d'une boutonnière bordée d’une cuesta définissant un pays d’enclosure, est essentiellement un paysage bocager composé de 47 % de son sol en herbe ou en forêt et de 31 % en herbage, avec, dans le sud et l’est, trois grandes forêts, celle de Boulogne, d’Hardelot et de Desvres et, au nord, le bassin de carrière avec l'extraction de la pierre de Marquise depuis le Moyen Âge et de la pierre marbrière dont l'extraction s'est développée au XIXe siècle.
La boutonnière est formée de trois ensembles écopaysagers : le plateau calcaire d’Artois qui forme le haut Boulonnais, la boutonnière qui forme la cuvette du bas Boulonnais et la cuesta formée d’escarpements calcaires.
Dans ce paysage, on distingue trois entités : 
- les vastes champs ouverts du Haut Boulonnais ;
- le bocage humide dans le Bas Boulonnais ;
- la couronne de la cuesta avec son dénivelé important et son caractère boisé[13].

### Milieux naturels et biodiversité

#### Espace protégé et géré
La protection réglementaire est le mode d’intervention le plus fort pour préserver des espaces naturels remarquables et leur biodiversité associée.
Dans ce cadre, la commune fait partie d'un espace protégé : le parc naturel régional des Caps et Marais d'Opale, d’une superficie de 132 499 ha réparties sur 154 communes, géré par le syndicat mixte d'aménagement et de gestion du parc naturel régional des Caps et Marais d'Opale.

#### Zones naturelles d'intérêt écologique, faunistique et floristique
L’inventaire des zones naturelles d'intérêt écologique, faunistique et floristique (ZNIEFF) a pour objectif de réaliser une couverture des zones les plus intéressantes sur le plan écologique, essentiellement dans la perspective d’améliorer la connaissance du patrimoine naturel national et de fournir aux différents décideurs un outil d’aide à la prise en compte de l’environnement dans l’aménagement du territoire.
Le territoire communal comprend deux ZNIEFF de type 1 : 
- le bois et les affleurements du Haut Banc et de la vallée Heureuse, d’une superficie de 45 ha et d'une altitude variant de 25  à   75 mètres. Ce site, enclavé entre le lac d’exploitation au sud et la carrière de la vallée Heureuse, nous montre ce qu'était le paysage et les écosystèmes de la vallée[16] ;
- la vallée de la Slack entre Rinxent et Rety, d’une superficie de 541 ha et d'une altitude variant de 12  à   45 mètres. Cette ZNIEFF correspond à un complexe de prairies pâturées, de cultures intensives et de quelques bois[17].

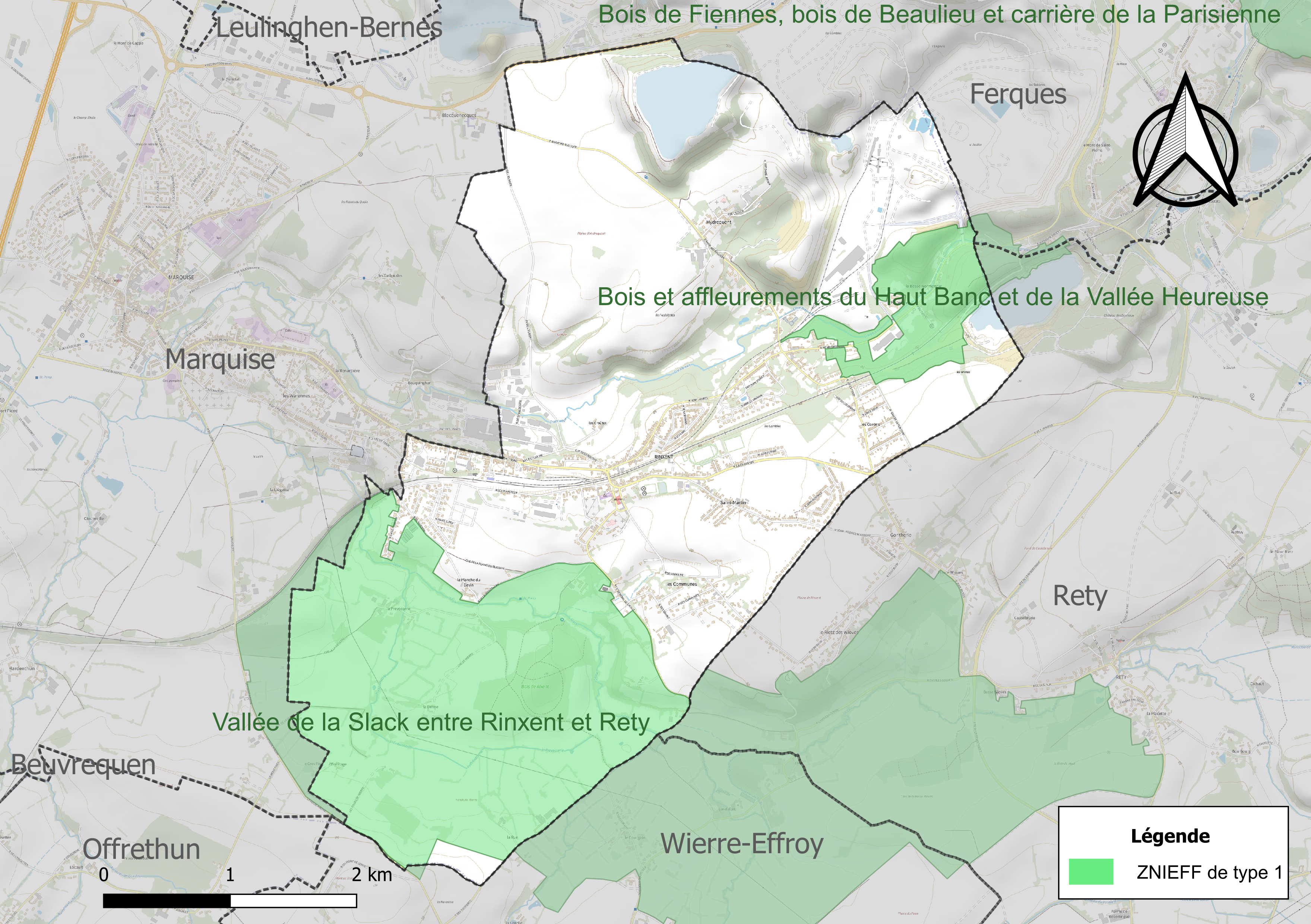
Carte des ZNIEFF sur la commune.

#### Espèces faunistiques et floristiques
L’Inventaire national du patrimoine naturel (INPN) recense plusieurs espèces faunistiques et floristiques sur le territoire de la commune dont certaines sont protégées et d’autres menacées et quasi-menacées.

## Urbanisme

### Typologie
Au 1er janvier 2024, Rinxent est catégorisée petite ville, selon la nouvelle grille communale de densité à sept niveaux définie par l'Insee en 2022.
Elle appartient à l'unité urbaine de Marquise, une agglomération intra-départementale regroupant trois  communes, dont elle est une commune de la banlieue,,. Par ailleurs la commune fait partie de l'aire d'attraction de Boulogne-sur-Mer, dont elle est une commune de la couronne,. Cette aire, qui regroupe 80 communes, est catégorisée dans les aires de 50 000 à moins de 200 000 habitants,.

### Occupation des sols
L'occupation des sols de la commune, telle qu'elle ressort de la base de données européenne d’occupation biophysique des sols Corine Land Cover (CLC), est marquée par l'importance des territoires agricoles (65 % en 2018), en diminution par rapport à 1990 (69,8 %). La répartition détaillée en 2018 est la suivante : 
terres arables (43,6 %), prairies (21,4 %), zones urbanisées (15,8 %), mines, décharges et chantiers (10,2 %), milieux à végétation arbustive et/ou herbacée (9 %). L'évolution de l’occupation des sols de la commune et de ses infrastructures peut être observée sur les différentes représentations cartographiques du territoire : la carte de Cassini (XVIIIe siècle), la carte d'état-major (1820-1866) et les cartes ou photos aériennes de l'IGN pour la période actuelle (1950 à aujourd'hui).

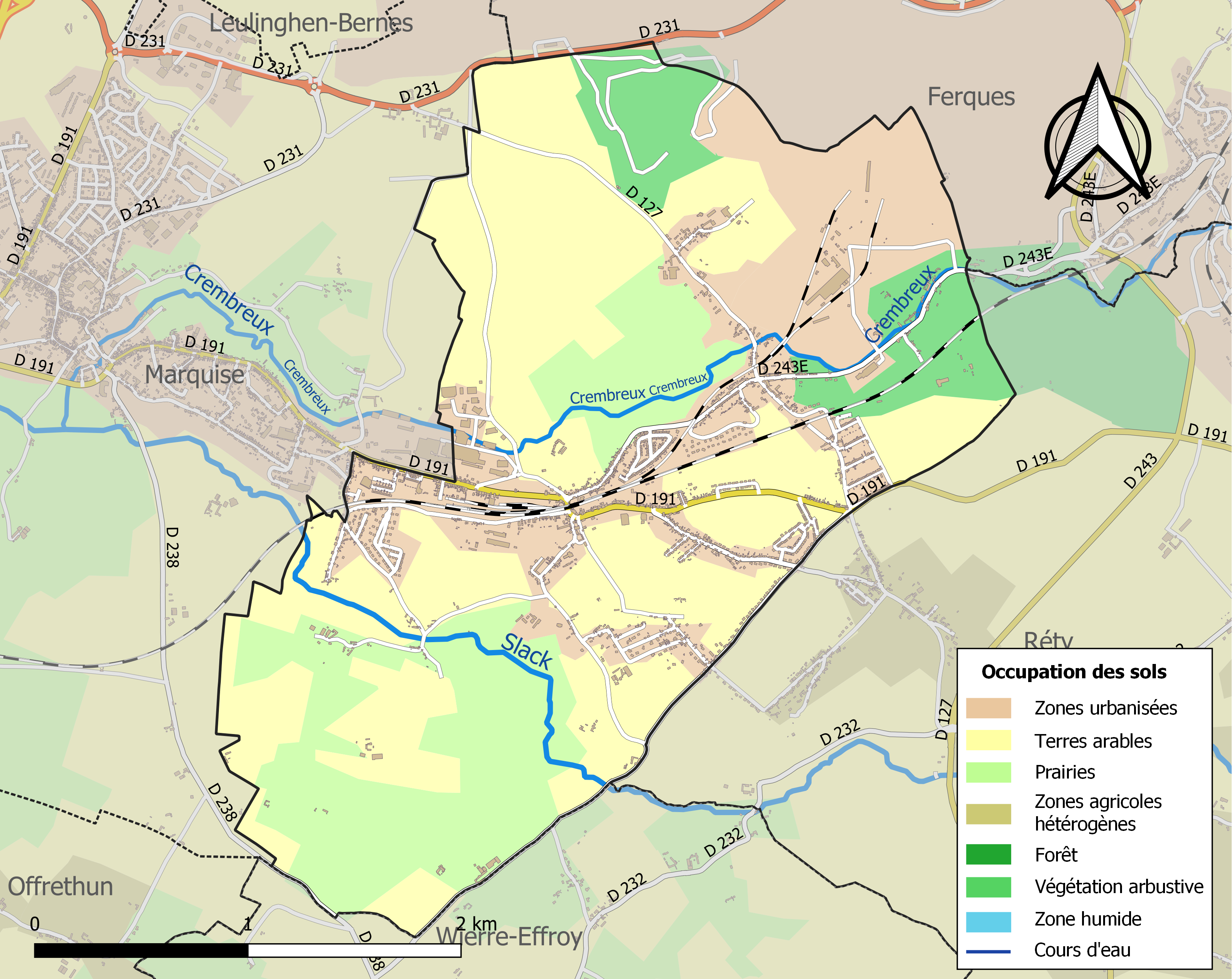
Carte des infrastructures et de l'occupation des sols de la commune en 2018 (CLC).

### Voies de communication et transports
La commune est desservie, en gare de Marquise - Rinxent, par les trains du réseau TER Hauts-de-France qui circulent sur la ligne de Boulogne-Ville à Calais-Maritime.

### Risques naturels et technologiques
À la suite du passage des tempêtes Ciarán, Domingos et Elisa et des inondations et coulées de boue qui se sont produites, la commune est reconnue, par arrêté du 14 novembre 2023, en état de catastrophe naturelle pour inondations et coulées de boue sur la période du 2 au 12 novembre 2023, comme 179 autres communes du département.

## Toponymie
Le nom de la localité est attesté sous les formes Erningasten et Erningasem de 1107 à 1117 ; Rinningshem en 1119 ; Renningesem en 1157 ; Rininghessem en 1179 ; Renguenscen en 1200 ; Renningsessem en 1206 ; Erningessem en 1286 ; Eringhesen au XIIIe siècle ; Renighesen et Reinghesen à la fin du XIIIe siècle ; Ringhessem en 1336 ; Reninguehan en 1372 ; Ringuesent en 1396 ; Reninghessent en 1422 ; Ringuessent en 1480 ; Renguessant au XVe siècle ; Renesguessent vers 1512 ; Rinquessent en 1523 ; Ringhuessen, Rainghessent en 1559 ; Raincqsen en 1658 ; Rincquessent en 1659 ; Rincquesent au XVIIe siècle ; Rinquexent en 1739 ; Rinxen-la-Gonterie en 1774 ; Rinxent en 1793 et Rinxen puis Rinxent depuis 1801.
Entre 1795 et 1800, Hydrequent est réunie à Rinxent.
Il fait partie des nombreux toponymes de la région comportant une finale -sent. Ils sont situés en général plus au sud (cf. Beussent, Brekelesent, Inquesent, Tubersent, Hubersent, Fromessent, Roussent, etc.) et leur interprétation reste difficile.
Leur diffusion dans l'aire de distribution des toponymes germaniques, ainsi que les formes anciennes incitent à les considérer comme étant également d'origine germanique.
Hubersent et Tubersent, les plus anciennement attestés, sous les formes respectives de Humboldinga[s]hem en 826 et Torbodeshem en 844 - 864 (par évolution phonétique Turbessem en 1144 et enfin la forme actuelle par métathèse de [r] et adjonction d'un -t graphique) présentent l'appellatif germanique -hem, fréquent dans la région, signifiant « foyer, maison », précédé du nom de personnage Humbold dans le premier cas et Thorbod dans le second. Le -s- intermédiaire du génitif germanique indique qu'il ne s'agit pas de toponymes très anciens.
Beussent (Bulcent, Bolcent 1112), Brexent (Brekelesent 1151), Inxent (Villa Hainessendae 1042, Enessem 1224, Inquesent sans date) attestent au contraire d'une finale -sent dès les XIe - XIIe siècles. La forme ancienne latinisée pour « Inxent », Villa Hainessendae, s'explique apparemment par le nom de femme germanique Hainesinda selon Albert Dauzat et Charles Rostaing.
Les formes anciennes de Rinxent montrent à l'évidence qu'il s'agit d'un toponyme apparenté à Hubersent et à Tubersent, c'est-à-dire formé avec l'appellatif germanique -hem « maison, foyer ». Le premier élément s'explique par un nom de personne germanique mal défini, peut-être Erno, devenu Reno par métathèse, suivi, comme pour Humbold dans Hubersent, du suffixe -ing[a].
À noter que la double suffixation -ing(en)-hem est typique du flamand. cf. Maninghem, Wicquinghem, même formation que Hubersent et Rinxent, mais sans [s] intermédiaire.

## Histoire
Sur la commune de Rinxent, à Hydrequent et du côté de la Vallée heureuse, se trouvent plusieurs  grottes considérées dans les années 1860 comme des curiosités archéologiques. Dans l'une d'entre elles, une fouille a révélé, à une profondeur d'environ 25 cm, des ossements considérés comme de provenance humaine, des fragments de poterie grise et des morceaux de charbon brûlé. L'endroit aurait servi de cimetière aux plus anciens habitants.
Le village de Rinxent est une ancienne station romaine[réf. nécessaire], dont les habitants gallo-romains adoraient Mercure et vénéraient les déesses mères, divinités mystérieuses dont le culte était répandu dans la Gaule. Les deux bas reliefs trouvés dans la démolition de l'église de Rinxent en 1860[réf. nécessaire] sont les preuves de ce culte. L'un des bas reliefs représente le dieu du commerce et de la tromperie, et l'autre, la triade féminine de la maternité gauloise.
La première mention de Rinxent dans l'histoire se trouve dans une charte de 1107 avec la graphie Renninghehem.
Cette erreur est à l'occasion du seigneur Almare d'Erningasem[pas clair] qui signe en 1107-1117 les chartes relatives aux donations que Warin de Fiennes avait faites en faveur de l'abbaye Saint-Médard d'Andres.
À cette époque, l'église de Rinxent (ecclesia de Rinninghessem, ou Renningesem) appartenait au chapitre de Thérouanne, ainsi qu'il résulte de son inscription à ce titre dans les bulles pontificales de 1119, 1157 et 1179. Au commencement du XIIIe siècle, réapparaît un de ses seigneurs qui, fidèle allié de Renaud de Dammartin, comte de Boulogne, infestait pendant la nuit comme un larron, les terres de Baudouin de Guînes, où il exerçait mille brigandages.
Cet homme, Lambert d'Ardres, appelait Almare d'Erningasem « Engelram d'Ernningheshen ou d'Erningsem » déformant ainsi le nom de ce seigneur. Ce qui a fait que sa signature parmi celles des pairs d'Eustache de Campagne (1206) et de Guillaume de Fiennes, (1210) orthographiait le nom de ce seigneur comme Renningessem et Renninghehem.[pas clair]
Plus tard, vers la fin du XIIIe siècle, c'est la forme contractée Reinghesem qui prévaut dans les chartes d'Artois, tandis que le terrier de Beaulieu, continuait à se conformer à l'ancien usage en écrivant encore Erningessem en 1286.
Au XIVe siècle et au XVe siècle la seigneurie de Rinxent appartenait à une branche cadette de la famille de Bournonville.
Rinxent faisait partie du doyenné de Boulogne et du bailliage de Londefort. Il ne formait qu'une communauté civile[C'est-à-dire ?] avec son annexe d'Hydrequent.
Le hameau d'Hydrequent rattaché aujourd'hui à Rinxent possédait une autonomie ecclésiastique avec une église dont le lieu est mentionné dès l'an 1119 dans les chartes de Thérouanne ; mais en 1422, il fut annexé à la cure de Rinxent.
À Hydrequent, plusieurs grottes ont servi de retraite pour les hommes. Une grotte préhistorique servit pendant la Révolution française d'exil à un prêtre nommé Antoine Calais.
Le nom d'Hydrequent a voulu être rattaché aux travaux d'Hercule mais, du fait de la nature trop présomptueuse de ce rattachement, celui-ci ne se fit pas.
La première mention de ce lieu, Hildringhehem, figure en 1119 dans les chartes de Thérouanne.
Hydrequent était un hameau charmant, témoin de cette description faite au XIXe siècle : « La Vallée Heureuse et les carrières dites du Haut Banc qui y font suite présentent l'aspect le plus pittoresque. C'est une Suisse en miniature transportée au milieu des campagnes du Boulonnais. Sur les deux versants des collines qui l'encaissent, on aperçoit de distance en distance diverses habitations entourées de bosquets et d'arbres fruitiers; puis ce sont des scieries de marbre que l'eau fait mouvoir, des rochers à pic qui les surplombent, des éclaircies de soleil et de verdure, des monticules arides et nus formés de débris de carrière, des maisonnettes aux murs blanchis, aux toits couverts de pannes rouges, des jardinets fleuris, des recoins pleins d'ombres et de fraîcheur; et au milieu de tout cela un ruisseau qui serpente en méandres capricieux, tantôt retenu captif au service de l'industrie, tantôt rebondissant en cascades à travers les près verts; tout cet ensemble mérite bien la dénomination poétique que lui ont donné les touristes et les nombreux visiteurs dont elle fait les délices. »
Au XVIIIe siècle, on y comptait à peine une cinquantaine de foyers (approximativement 250 à 300 habitants). En 1882, il y en avait 1872, sur 838 hectares de terre. Rinxent doit cette augmentation au voisinage des hauts-fourneaux de Marquise qui ont attiré dans le pays une affluence de population ouvrière.

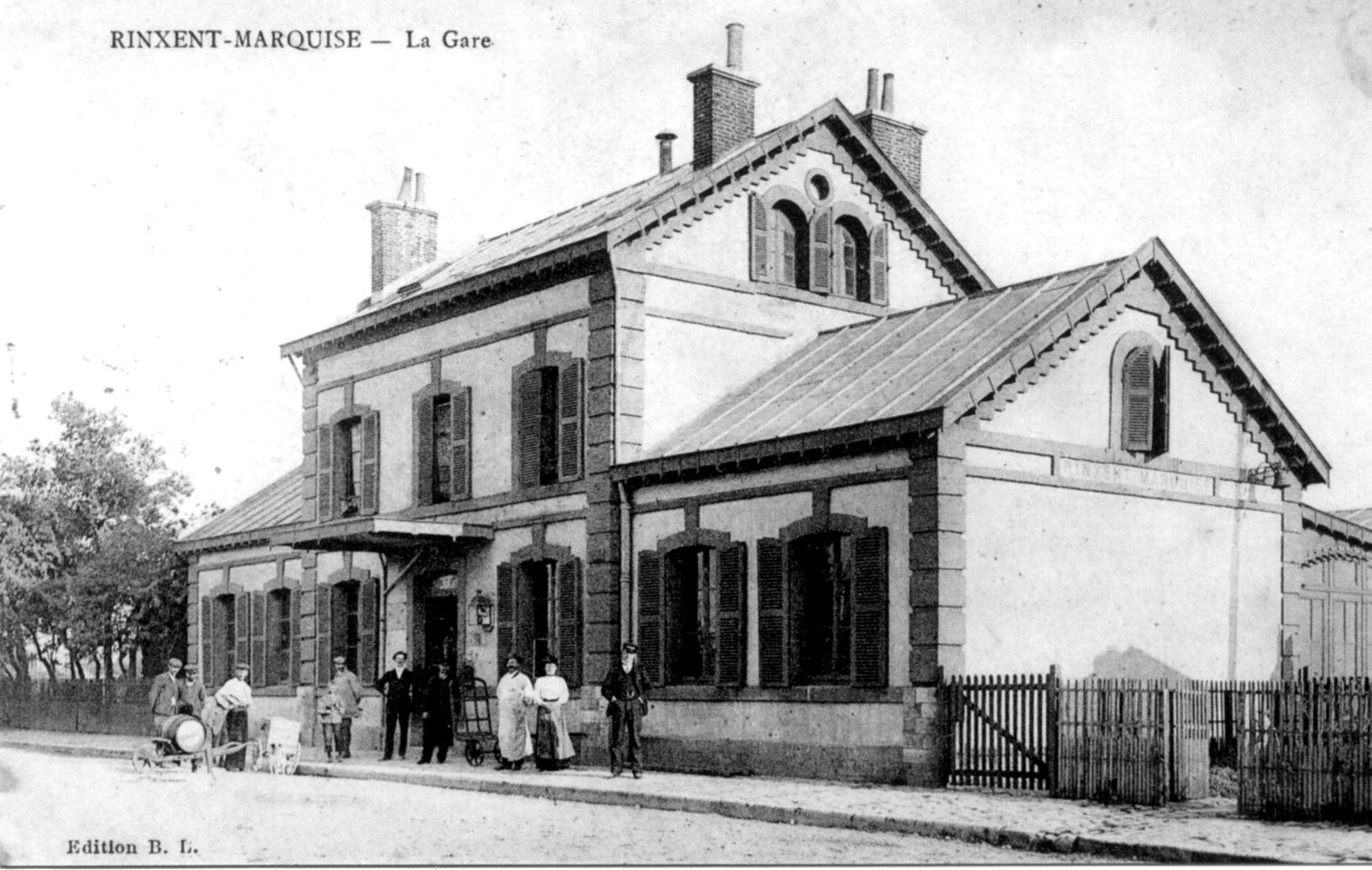
La gare en 1905.

La commune est desservie depuis 1867 par la Gare de Marquise - Rinxent, qui se développe avec la création en 1883 d'un chemin de fer industriel local qui dessert les carrières et transporte la craie et la chaux qui en sont issues.
Durant la Première Guerre mondiale, une base d'aérostats militaires est créée en 1915 par la marine britannique à 800 m de la gare, à l'emplacement désormais appelé Le Ballon. L'armée britannique exploita en 1917 les carrières avec la 321e compagnie de carrières, formée d’ouvriers carriers du bailliage de Guernesey. La commune reçoit des prisonniers de guerre allemands placés sous la garde des Britanniques. Périodiquement, comme en juin 1917, les autorités signalent des évasions.
Les hangars de la base d'aérostats servirent durant l'entre-deux-guerres pour abriter des familles nécessiteuses.
En 1940, au début de la Seconde Guerre mondiale la gare est fortement bombardée notamment dans le cadre de la bataille de Dunkerque (pour prévenir toute remontée de renfort), puis de nouveau à partir de 1942 dans le cadre de l'opération Fortitude destinée à faire croire aux nazis à l'imminence d'un débarquement dans le Pas-de-Calais.
Le 18 juin 2019, un arrêté reconnaissant l'état de catastrophe naturelle sécheresse a été pris, pour onze communes du Pas-de-Calais, dont Rinxent, afin que puisse avoir lieu l'indemnisation par les assurances des cas de maisons ou bâtiments fissurés à la suite du retrait-gonflement des argiles.

## Politique et administration

### Découpage territorial
La commune se trouve dans l'arrondissement de Boulogne-sur-Mer du département du Pas-de-Calais.

#### Commune et intercommunalités
La commune est membre de la communauté de communes de la Terre des Deux Caps, créée fin 2001, qui regroupe 21 communes et totalise 22 332 habitants en 2021.

#### Circonscriptions administratives
La commune faisait partie depuis 1801 du canton de Marquise. Dans le cadre du redécoupage cantonal de 2014 en France, la commune a intégré le canton de Desvres, dont elle est désormais membre.

#### Circonscriptions électorales
Pour l'élection des députés, la commune fait partie depuis 1986 de la sixième circonscription du Pas-de-Calais.

## Population et société

### Démographie
Les habitants sont appelés les Rinxentois.

#### Évolution démographique
L'évolution du nombre d'habitants est connue à travers les recensements de la population effectués dans la commune depuis 1800. Pour les communes de moins de 10 000 habitants, une enquête de recensement portant sur toute la population est réalisée tous les cinq ans, les populations de référence des années intermédiaires étant quant à elles estimées par interpolation ou extrapolation. Pour la commune, le premier recensement exhaustif entrant dans le cadre du nouveau dispositif a été réalisé en 2007.

En 2022, la commune comptait 3 007 habitants, en évolution de +1,18 % par rapport à 2016 (Pas-de-Calais : −0,72 %, France hors Mayotte : +2,11 %).
| 1800 | 1806 | 1821 | 1831 | 1836 | 1841 | 1846 | 1851 | 1856  |
| ---- | ---- | ---- | ---- | ---- | ---- | ---- | ---- | ----- |
| 424  | 382  | 427  | 457  | 537  | 578  | 745  | 811  | 1 066 |

| 1861  | 1866  | 1872  | 1876  | 1881  | 1886  | 1891  | 1896  | 1901  |
| ----- | ----- | ----- | ----- | ----- | ----- | ----- | ----- | ----- |
| 1 481 | 1 731 | 1 806 | 1 872 | 1 982 | 1 915 | 1 639 | 1 413 | 1 536 |

| 1906  | 1911  | 1921  | 1926  | 1931  | 1936  | 1946  | 1954  | 1962  |
| ----- | ----- | ----- | ----- | ----- | ----- | ----- | ----- | ----- |
| 1 715 | 1 821 | 2 505 | 2 769 | 2 851 | 2 979 | 2 980 | 3 252 | 3 267 |

| 1968  | 1975  | 1982  | 1990  | 1999  | 2006  | 2007  | 2012  | 2017  |
| ----- | ----- | ----- | ----- | ----- | ----- | ----- | ----- | ----- |
| 3 340 | 3 195 | 3 094 | 2 860 | 2 797 | 2 772 | 2 768 | 2 771 | 3 001 |

| 2022  | - | - | - | - | - | - | - | - |
| ----- | - | - | - | - | - | - | - | - |
| 3 007 | - | - | - | - | - | - | - | - |

#### Pyramide des âges
En 2018, le taux de personnes d'un âge inférieur à 30 ans s'élève à 36,4 %, soit en dessous de la moyenne départementale (36,7 %). De même, le taux de personnes d'âge supérieur à 60 ans est de 23,1 % la même année, alors qu'il est de 24,9 % au niveau départemental.
En 2018, la commune comptait 1 472 hommes pour 1 543 femmes, soit un taux de 51,18 % de femmes, légèrement inférieur au taux départemental (51,50 %).
Les pyramides des âges de la commune et du département s'établissent comme suit.
| Hommes | Classe d’âge | Femmes |
| ------ | ------------ | ------ |
| 0,5    | 90 ou +      | 1,2    |
| 5,3    | 75-89 ans    | 8,0    |
| 16,0   | 60-74 ans    | 15,2   |
| 19,1   | 45-59 ans    | 19,5   |
| 22,9   | 30-44 ans    | 19,6   |
| 15,4   | 15-29 ans    | 16,7   |
| 20,8   | 0-14 ans     | 19,8   |

| Hommes | Classe d’âge | Femmes |
| ------ | ------------ | ------ |
| 0,5    | 90 ou +      | 1,6    |
| 5,6    | 75-89 ans    | 8,9    |
| 16,7   | 60-74 ans    | 18,1   |
| 20,2   | 45-59 ans    | 19,2   |
| 18,9   | 30-44 ans    | 18,1   |
| 18,2   | 15-29 ans    | 16,2   |
| 19,9   | 0-14 ans     | 17,9   |

## Économie

### Bassin carrier de Marquise
La commune est située dans le bassin carrier de Marquise. Ce bassin carrier est exploité, en 2025, par quatre entreprises : la société des carrières du Boulonnais créée en 1896 (granulats), la société des carrières de la Vallée Heureuse, créée en 1842 (granulats calcaire et pierre et marbre de marquise), la société des carrières de Stinkal (sables et de granulats) et la société magnésie et dolomie de France (pierres ornementales et de construction, de calcaire industriel, de gypse, de craie et d'ardoise). La société des carrières Randon (calcaire industriel, de gypse et de craie) a cessé d'exister en 1996. La production annuelle du site est de dix millions de tonnes de granulats et de 57 millions de m3 de materiaux stériles.
Ce site qui s'étend sur 2 500 hectares, concerne neuf communes : Caffiers, Ferques, Fiennes, Landrethun-le-Nord, Leubringhen, Leulinghen-Bernes, Marquise, Rety, et Rinxent. Il a la particularité de se trouver au sein du parc naturel régional des Caps et Marais d'Opale.  
En 1994, pour une durée de vingt ans, un « plan de paysage de bassin carrier de Marquise » est signé entre les sociétés exploitant les carrières, les neuf communes concernées, le parc naturel régional et les pouvoirs publics. L'objectif de ce plan est que le bassin carrier ait « les mêmes allures et pentes que les collines naturelles du Boulonnais et une base boisée avec des essences locales. Leur sommet restant en landes, milieu à la biodiversité exceptionnelle ». En 2014, un plan réactualisé est de nouveau signé par les différents acteurs pour une durée de 30 ans,.
C'est dans ce bassin carrier qu'est extrait le « marbre Lunel » pour la restauration du sol de la cathédrale Notre-Dame de Paris à la suite de l'incendie.

## Culture locale et patrimoine

### Lieux et monuments
- L'église Saint-Martin de Rinxent[50].

L'église de Rinxent est placée sous le vocable de saint Martin. L'édifice originel aurait été bâti au XVe ou XVIe siècle , pendant la Révolution il servit de grange. En 1853, l'abbé Guche juge l'église trop petite et il décide de l'agrandir. Les travaux débutent en 1860, les plans sont de M. Debayser, architecte de Boulogne. Sur les poutres de la charpente et dans le ciment frais les ouvriers maçons ont inscrit leurs noms en 1862. Il faudra attendre 1880 pour réaliser le transept et le chœur. L'édifice est construit en pierre de Marquise avec soubassements de marbre Napoléon. L'église fut consacrée le 18 août 1885 par Monseigneur Dennel, évêque d'Arras. Son clocher a une hauteur de 32 mètres. La longueur totale du bâtiment est de 35 mètres.
Le portail d'entrée est surmonté d'une voûte en ogive et les marches sont en marbre du pays. La chaire a été réalisée en 1880 en pierre et bois sculptée, on y observe les quatre attributs évangéliques : l'aigle pour saint Jean, le lion pour saint Marc, le bœuf pour saint Luc et l'ange pour saint Matthieu. Sur un vitrail à droite à l'entrée de la sacristie, sont représentés l'abbé Guche et diverses personnalités religieuses locales dont le frère supérieur des maristes et sœur Hortense de la congrégation des Sœurs de Chartres. L'autel est en albâtre et bronze doré, de part et d'autre du tabernacle, deux tableaux représentent les Noces de Cana et la Cène ; les quatorze stations du chemin de croix ornent les murs.
L'église possède trois cloches.

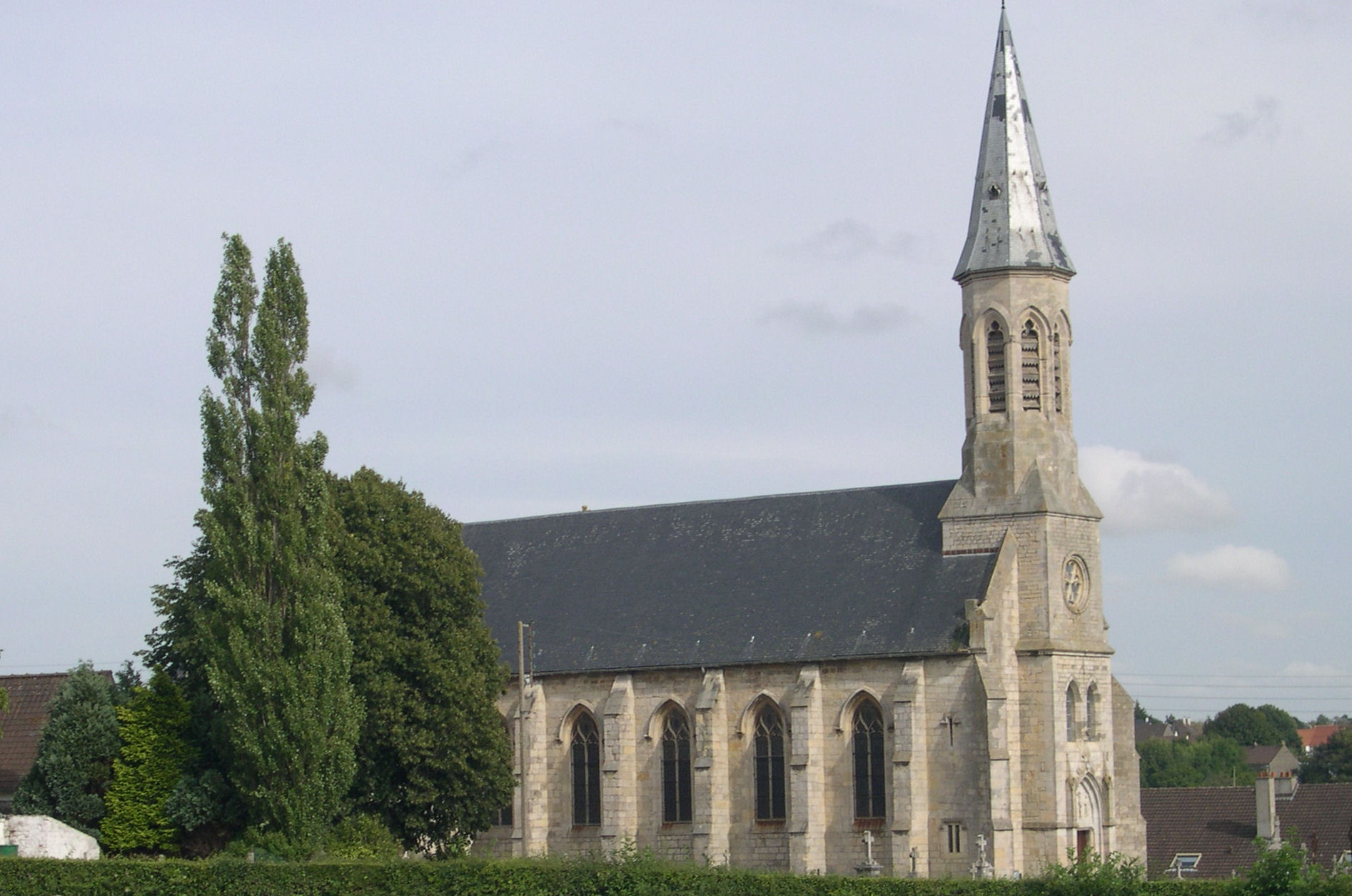
L'église Saint-Martin de Rinxent.

La première pèse 806 kilos (note fa) portant l'inscription LAUDETUR J.C FILIUS DEI VIVI, elle se nomme Louise Adélie.
La deuxième pèse 360 kilos (note la) portant l'inscription AD HONOREM, MARIE IMMACULATAE, elle se nomme Julie Pauline.
La troisième pèse 206 kilos (note ut) portant l'inscription AD HONOREM St MARTINI, EP.TUR, HUJUS ECCLESIAE PATRONI, elle se nomme Marie Pauline Augusta.
Les trois cloches furent installées en 1863 et furent baptisées en 1869 par le doyen de Marquise.
- L'église Saint-Hubert d'Hydrequent[50].

L'église d'Hydrequent était à l'origine placée sous le vocable de saint Maur. Le chœur et le transept sont du XVIe siècle. L'édifice est endommagé pendant la Révolution. Les paroisses de Rinxent et d'Hydrequent sont ensuite réunies et jusque 1868 cette chapelle annexe sera desservie par le curé de Rinxent. Le 19 juillet 1877 la paroisse d'Hydrequent est érigée en succursale indépendante, à cette époque elle passe sous le vocable de saint Hubert. L'église est dans un état de délabrement et elle est devenue trop petite de telle manière qu'en 1892 un projet d'agrandissement est demandé par le conseil municipal, le dossier est accepté en 1896. Les travaux ne seront terminés qu'en 1903. L'église a été reconstruite en marbre d'Hydrequent, les soubassements sont en marbre Napoléon grand mélange. En 1898, deux nouvelles cloches sont mises en place et bénies. La première se nomme Charles Désiré et la deuxième Victorine Augustine. Un vitrail représente les quatre saints couronnés, ils sont représentés tenant en main l'outil de leurs supplices.
- La gare de Marquise - Rinxent.
- La maison du marbre et de la géologie à Rinxent. Ce musée n'existe plus depuis 2009. Il est réhabilité en logements en 2015[51].
- La mairie de Rinxent-Hydrequent : En 1794 le conseil municipal de la Maison Commune se tient au presbytère dont il a loué « la grande salle, le cabinet avec un œil de bœuf du côté de la cour », il utilisera ensuite la classe de l'école des garçons près du cimetière avant que l'étage supérieur du bâtiment ne soit aménagé en 1839. À partir de 1859, l'étage supérieur de l'actuelle école de Rinxent servit de mairie. Ce n'est qu'en 1874 que fut décidée la construction d'une mairie indépendante grâce au don d'un terrain par M. de Rincquesen. Le 25 mai 1876 monsieur Alfred Pinart posa la première pierre de l'édifice actuel, celle-ci porte les noms des fondateurs, la date et la copie de la délibération transcrite sur parchemin et scellée dans une boîte.
- Les deux monuments aux morts, l'un à Rinxent, l'autre à Hydrequent, hameau de la commune[52].

### Héraldique
| Blason de Rinxent | Blason  | Taillé : au 1er d'azur à trois fasces ondées d'or, au 2d d'azur à un lion d'or, armé et lampassé de gueules, accompagné en pointe d'un croissant lui-même surmonté d'une étoile*, le tout du même ; à la cotice en barre d'argent brochant sur la partition. |
| Blason de Rinxent | Détails | * Il y a là non-respect de la règle de contrariété des couleurs : ces armes sont fautives (gueules sur azur). Dans un taillé, la commune relève à dextre les armes des seigneurs de Rinxent à la fin du XVIIe siècle, avec Jean de Willecot, qui portait « d'azur à trois fasces ondées d'or » ; à senestre elle pose des éléments provenant des armes de la famille de Monet, seigneurs au XVIIe siècle de l'actuel hameau d'Hydrequent, et qui portait « d'azur au pal d'argent chargé d'une étoile et d'un croissant de gueules, accosté de deux lions affrontés d'or ». Adopté en 1987. |

## Pour approfondir

#### Bases de données, dictionnaires et encyclopédies
- Ressources relatives à la géographie :   - Insee (communes)
  - Ldh/EHESS/Cassini
- Ressource relative à plusieurs domaines :   - Annuaire du service public français
- Notices d'autorité :   - BnF (données)